# オニヤンマ
オニヤンマ（鬼蜻蜓、馬大頭、学名：Anotogaster sieboldii Sélys, 1854）は、トンボ目オニヤンマ科に分類されるトンボの一種。日本最大のトンボとして知られる。学名の種小名"sieboldii" は、日本の生物研究に功績を残したフィリップ・フランツ・フォン・シーボルトに対する献名である。

## 特徴
成虫の腹長はオス70 mm・メス80 mm、後翅長はオス55 mm・メス65 mmほど。頭部から腹の先端までは9 - 11 cmほどに達する。メスはオスより大きく、尾部に産卵弁が突き出る。
左右の複眼は頭部中央でわずかに接する。生体の複眼は鮮やかな緑色だが、標本にすると黒褐色に変色してしまう。体色は黒だが、胸の前に「ハ」の字模様、胸の側面に2本の斜め帯、腹の節ごとに1本の細い横しまと、体の各所に黄色の模様が入る。

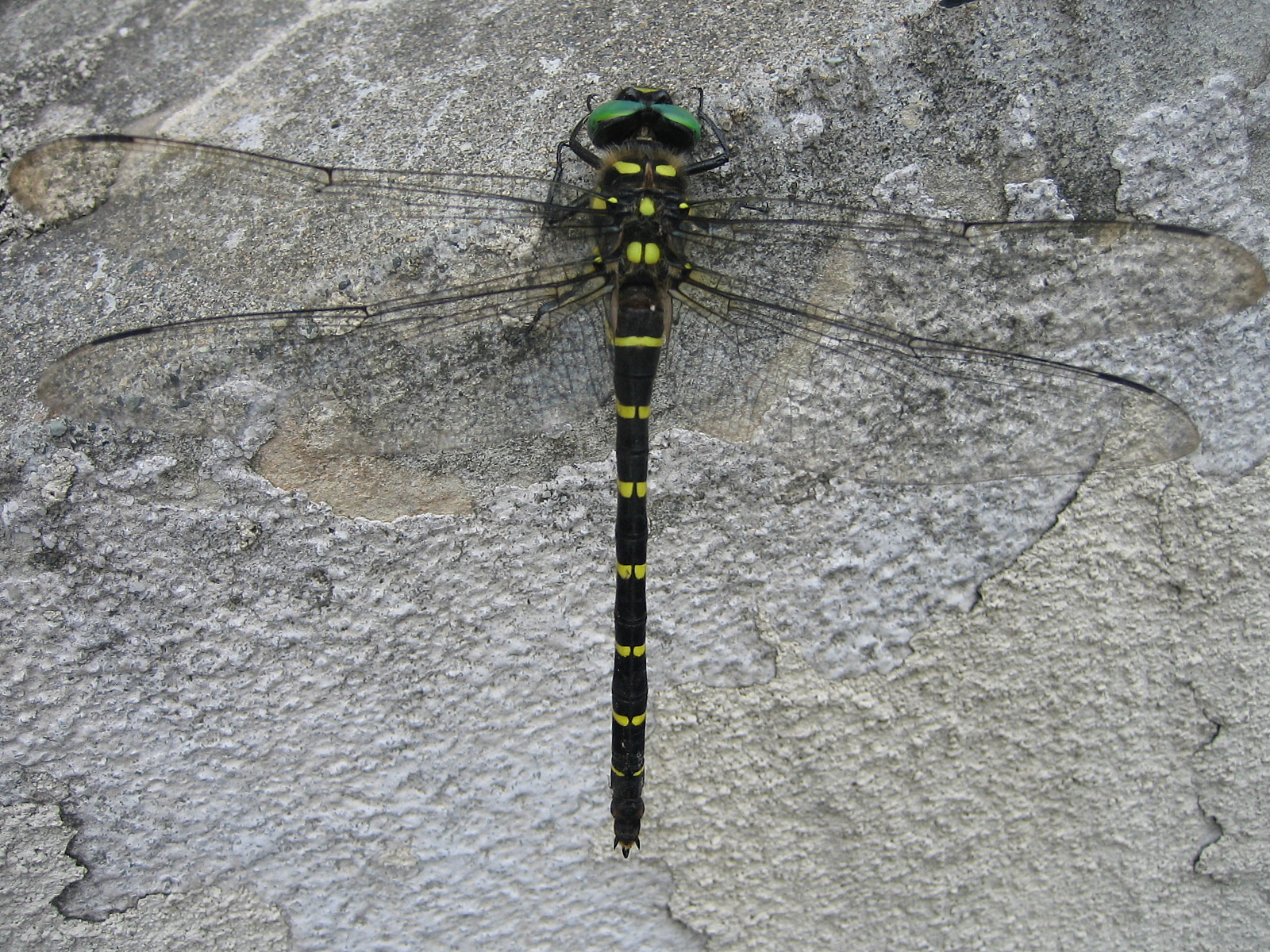
メス 体をぶら下げて止まる（福島県産）
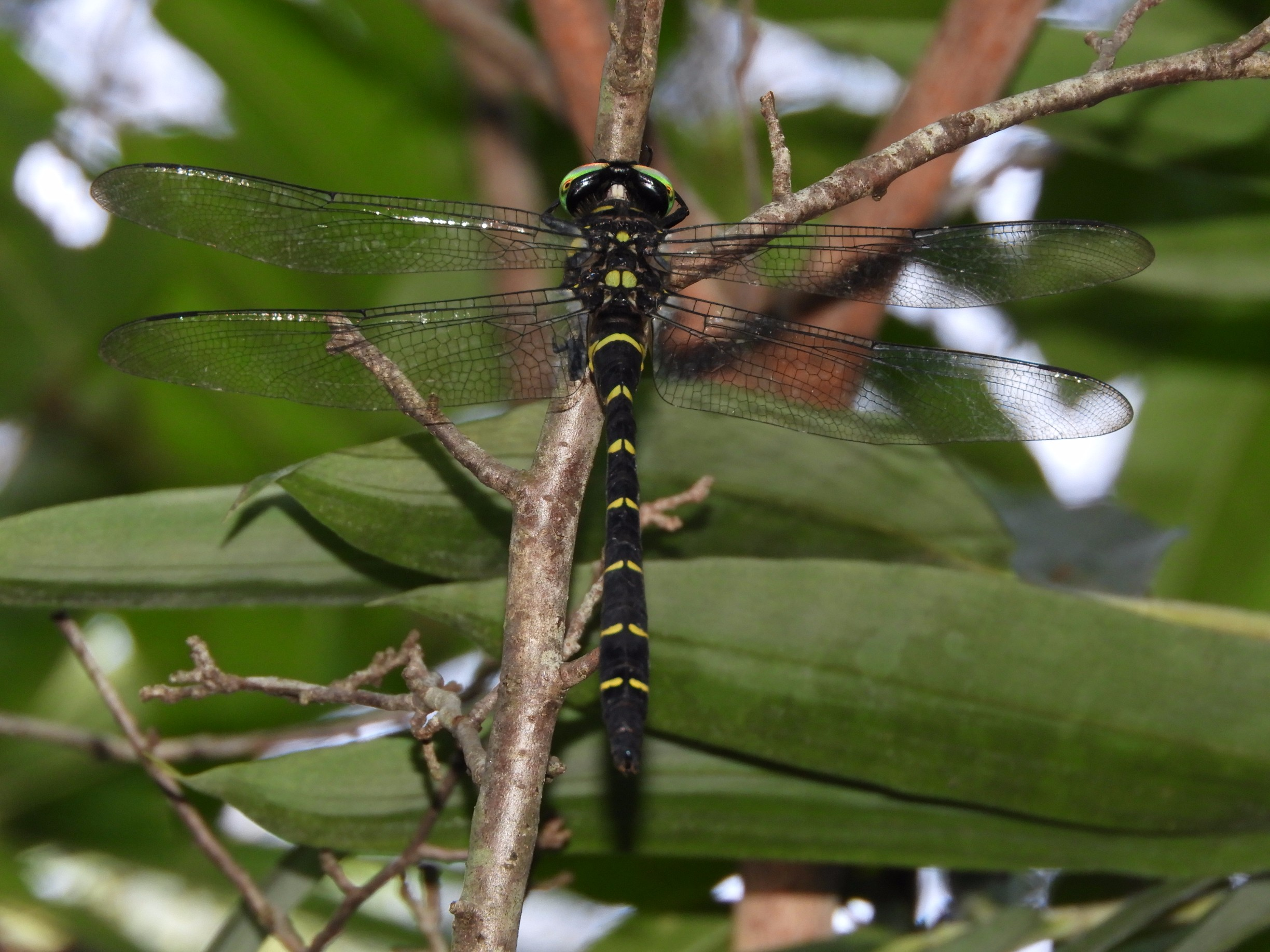
オス 木陰で休む（正面）
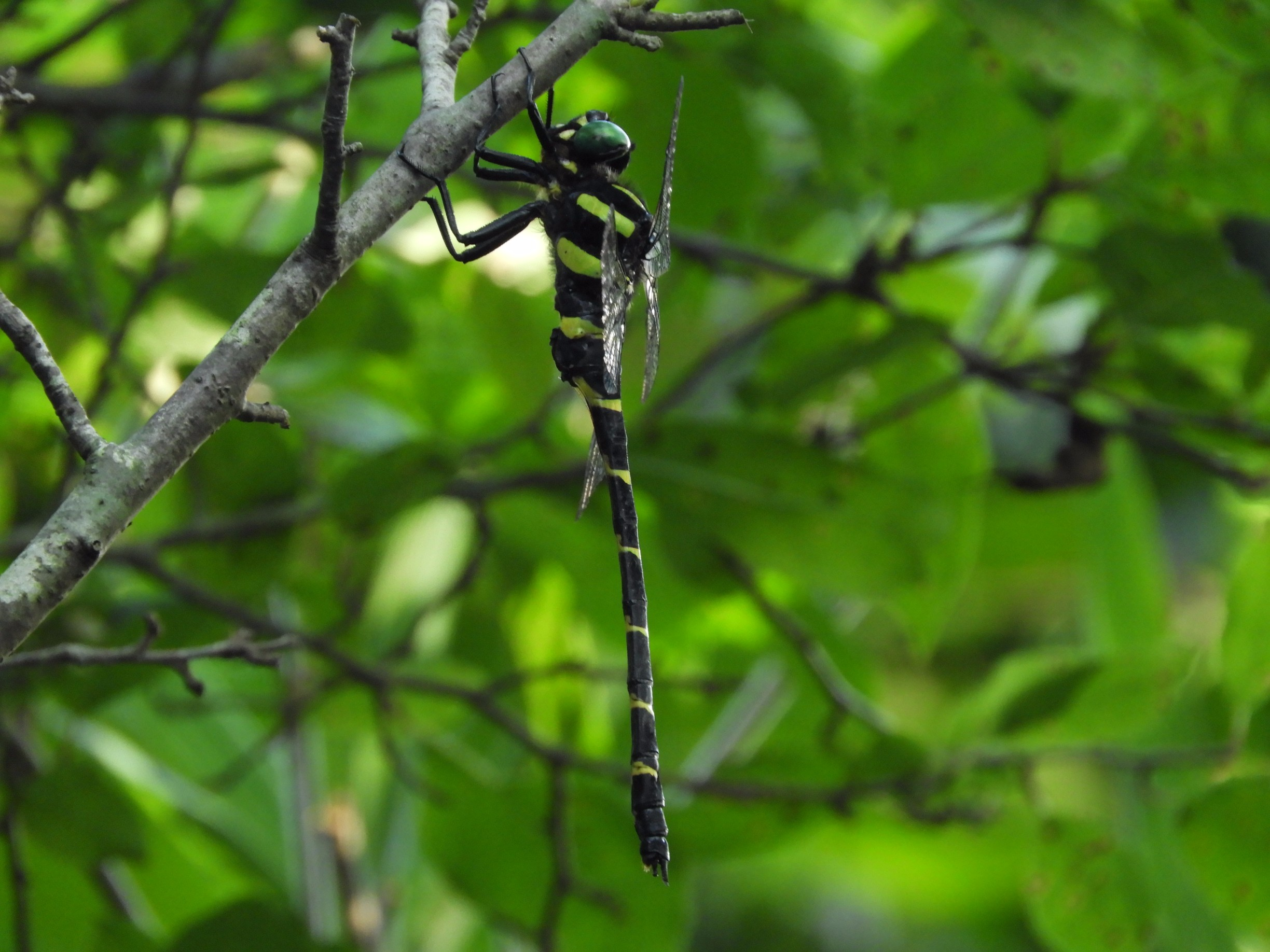
オス 左と同個体（横から）

### コオニヤンマとの比較
コオニヤンマ Sieboldius albardae Sélys,1886 は名前に「オニヤンマ」とあるが、オニヤンマ科ではなくサナエトンボ科に分類される。成虫の複眼が頭部の左右に離れて接しないことや、幼虫は体が上から押しつぶされたように平たくて円盤状をしており渓流の石につかまって生活することは、サナエトンボ科の特徴である。また頭部の小ささや後足の長さなど、一目見てもオニヤンマとは似ていない。オニヤンマは（オニヤンマ科であり）ヤンマ科に属さないことと併せて、分類上注意が必要である。

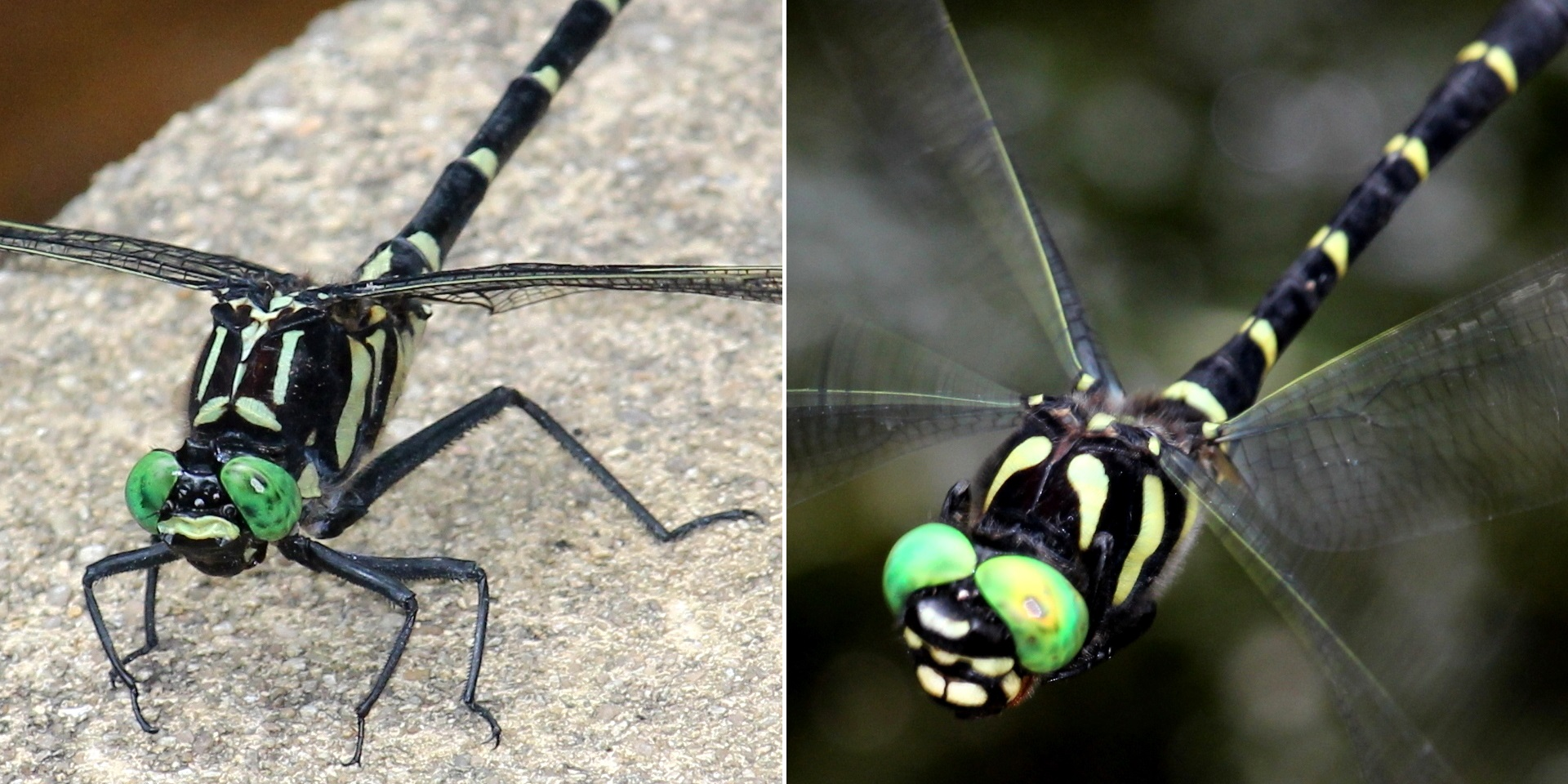
左：コオニヤンマ（サナエトンボ科）は頭部が小さく、複眼がやや小さく左右が離れる。 右：オニヤンマ（オニヤンマ科）は複眼が大きく、頭部中央で左右が接する。

### 分布と地域変異
北海道から沖縄島まで、日本列島に広く分布する。本土では市街地から少し外れた小規模な河川でみられるなど、かなり広範囲に生息している。一方南西諸島では河川の発達した限られた島々に分布しトカラ列島・徳之島・慶良間諸島・宮古列島などには分布せず、分布する島々でも個体数はそれほど多くなく、特に沖縄本島では個体数が少ない。
地域個体群によって体の大きさや体色に差異がある。例えば北海道、御蔵島、屋久島、鹿児島県黒島産などは体長8 cmほどと他地域より小型になることが知られる。また奄美大島以南のものはオスの複眼が青緑色で、オスメスとも腹部の黄色が腹面で広がる（奄美大島産はオレンジ色を帯びる）などの変異がある。
なお、八重山諸島の個体群は、2012年に別種ヒロオビオニヤンマとされた。

## 生態
成虫がよく見られるのは、水のきれいな小川の周辺や森林のはずれなど日陰の多い涼しい場所だが、活動域は広く平地の湿地から山間部の渓流まで見られる。これらに隣接する都市部にも出現し、人々を驚かせることもある。ヤンマ科のような他の大型トンボ類が好むような広い池や湖などを生息場所としない為に、これらの広大な水域の開発や水質汚染等によって減少傾向が強いヤンマ科などのトンボ類に比べ、小川や林の中の流水といった環境が残されている地域ではよく見られるトンボである。一方南西諸島では、上記のように生息域が山地の源流部とかなり局限される。
成虫は6 - 9月頃に発生し、未熟時期には山頂付近や丘陵地の林道などでよく目撃され、また、都市部では車道や歩道に沿って飛行する姿を見かける。成熟すると流水域に移動してメスを求め往復飛翔する。
大柄にもかかわらず飛行中の体温は他のヤンマ類と同じか若干低めで40℃前後、パトロール速度は平均して2メートル/秒で、朝晩の気温の低いときは速く、日中の気温が高いと遅くなる。また、パトロール時の水面からの飛行高度は概ね20センチ以下で、気温が低くなる時期には飛行高度は低くなる。
草木に止まって休むときは、ふつうのトンボのように腹を水平方向に持ち上げて止まることはなく、他のヤンマ類同様脚の爪を草木に引っかけて大きな体をぶらさげる体勢をとる。
トンボ類は家庭で使用する扇風機などの回転体にしばしば反応して接近するものがあるが、ひもの先に小石などをくくりつけたものをぐるぐる回して採集する方法が知られており、トンボの前で指をぐるぐる回すと簡単に捕れるのと同じ理屈である。

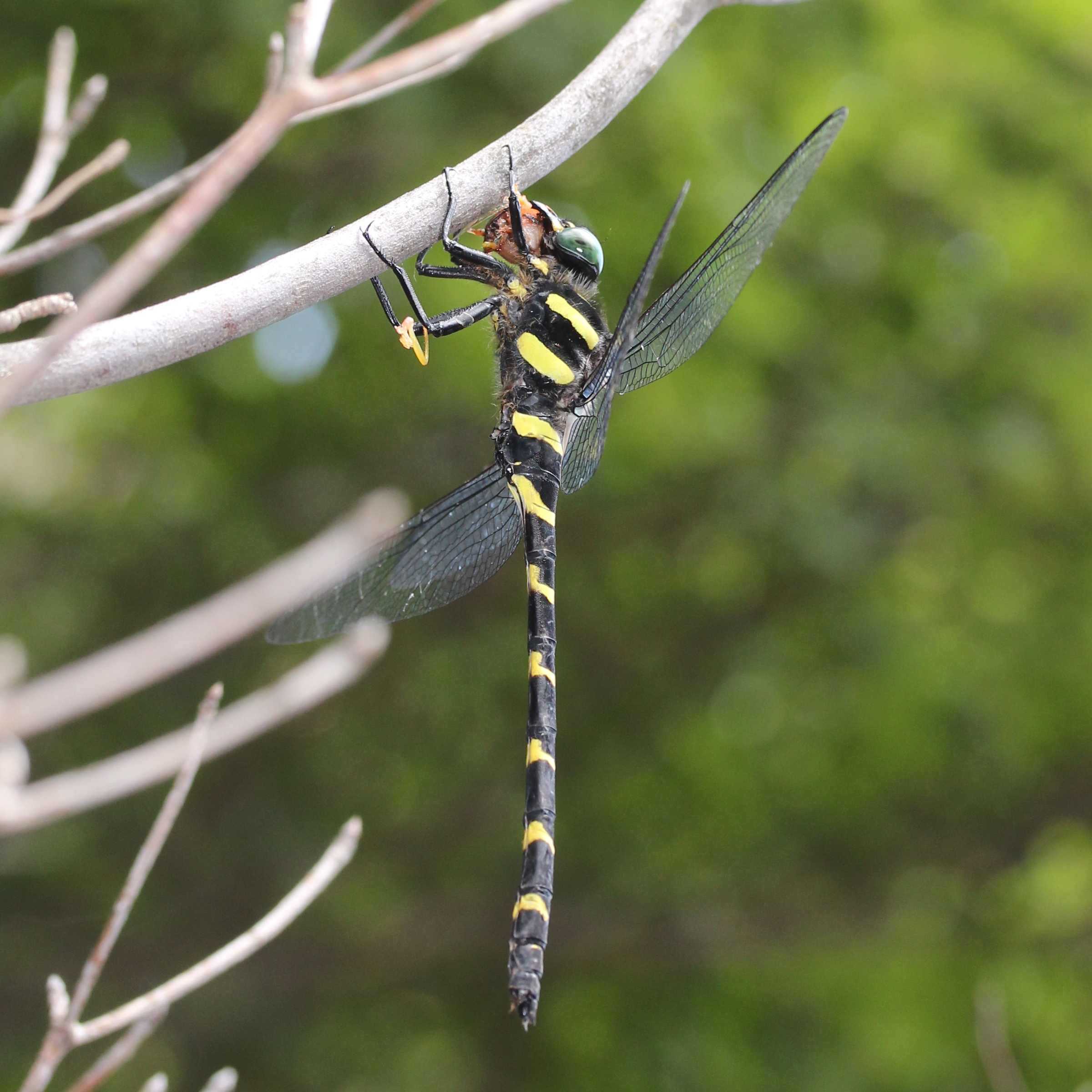
木の枝にぶら下がって昆虫を捕食中のオニヤンマ

トンボ一般と同じく食性は肉食性で、ガ、ハエ、アブ、ハチ、ほかのトンボ類などを空中で捕食する。樹の枝にとまりニイニイゼミ等を捕食していた事例もある。これを利用して体に付けて虫よけにするオニヤンマの模型の商品がある。オニヤンマの黒と黄に似たトラロープでも虫よけになる。大顎の力も強く、咬まれると出血することもあるので捕獲した際などは注意が必要である。主な天敵としては、スズメバチ類、鳥類やコウモリなどが挙げられる。

### 生活史
オニヤンマのオスは流れの一定区域をパトロールし、侵入する同種個体に接触を図る。オスに出会うと激しく追いかけて排除し、メスに出会うと捕まえて交尾をおこなう。
交尾の終わったメスはオスから離れ、単独で水のきれいな小川や湧き水の流れ込む水たまりなどに向かう。産卵が行われ幼虫が育つ水域は、巨大な体に似合わず、大規模な河川や湖沼ではなく、小規模で緩やかに水が流れあるいは入れ替わる小水域である。メスは適度な産卵場所を見つけると、体を立てて飛びながら、ストンと体を落下させるようにして水際ぎりぎりの浅い水底の柔らかい泥や砂の中に産卵弁を腹の先ごと何度も突き立てる動作を行う。泥に産卵弁が突き立った瞬間に、泥の中に産卵する。
卵は1箇月ほどかかって孵化する。孵化した幼虫（ヤゴ）は半透明の白色で、成虫のような翅がなく、腹部も短い。本種のヤゴは、ヤンマ類のものとは異なり、途中にくびれがなく、足も太短く、全身に細かい毛が生えている。幼虫は水底の砂泥に浅く潜り、目だけを出して獲物を待ち伏せる。獲物が上を通りかかると、鋏がついた下唇を伸ばしてすばやく捕獲し、大顎で齧って食べる。最初はミジンコやアカムシ、ボウフラなどを捕食するが、やがてオタマジャクシや小魚、他種のヤゴなどを捕食するようになり、えさが少ないと共食いもして、強い個体が生き残って成長する。多くのトンボのヤゴと異なり、水底を歩く事がもっぱらで、体内に水を取り込んで、肛門から水を輩出して勢いよく泳ぐという事は出来ない。捕まえると、反り返って下唇を伸ばして噛みつく自衛行動を起こすが、成虫同様に幼虫も噛まれると出血する怖れがあるほど力が強い。
本種が成虫になるまでの期間は5年といわれ（幼虫で越冬）、その間に10回ほど脱皮する。脱皮を繰り返し成長した幼虫は、複眼が斜め上に飛び出し、下唇の鋏部分がマスクのように口を覆う独特の風貌となる。終齢幼虫は体長が5 cmほどになり、背に鱗状の翅ができる。
よく晴れた夏の夜、泥をかぶった幼虫は羽化をするために水面上の石や杭などに姿を現す。体が滑り落ちないように爪を立てた後に、背が割れて薄緑色の成虫が現れる。成虫は頭部と胸部を抜き、一度腹端だけで幼虫の殻に引っかかって逆さ吊りになった後に、起き上がって腹部を抜く。翅は、白く縮んだ状態で殻から抜け出すが、体液を送り込むことで伸展する。同時に腹部も伸びる。
朝になる頃には体が固まって黒と黄色の模様ができ、翅も固まって透明になる。抜け殻を残して飛び立った成虫は1 - 2箇月の間に小昆虫を捕食して生殖巣を成熟させ、繁殖行動を行う。

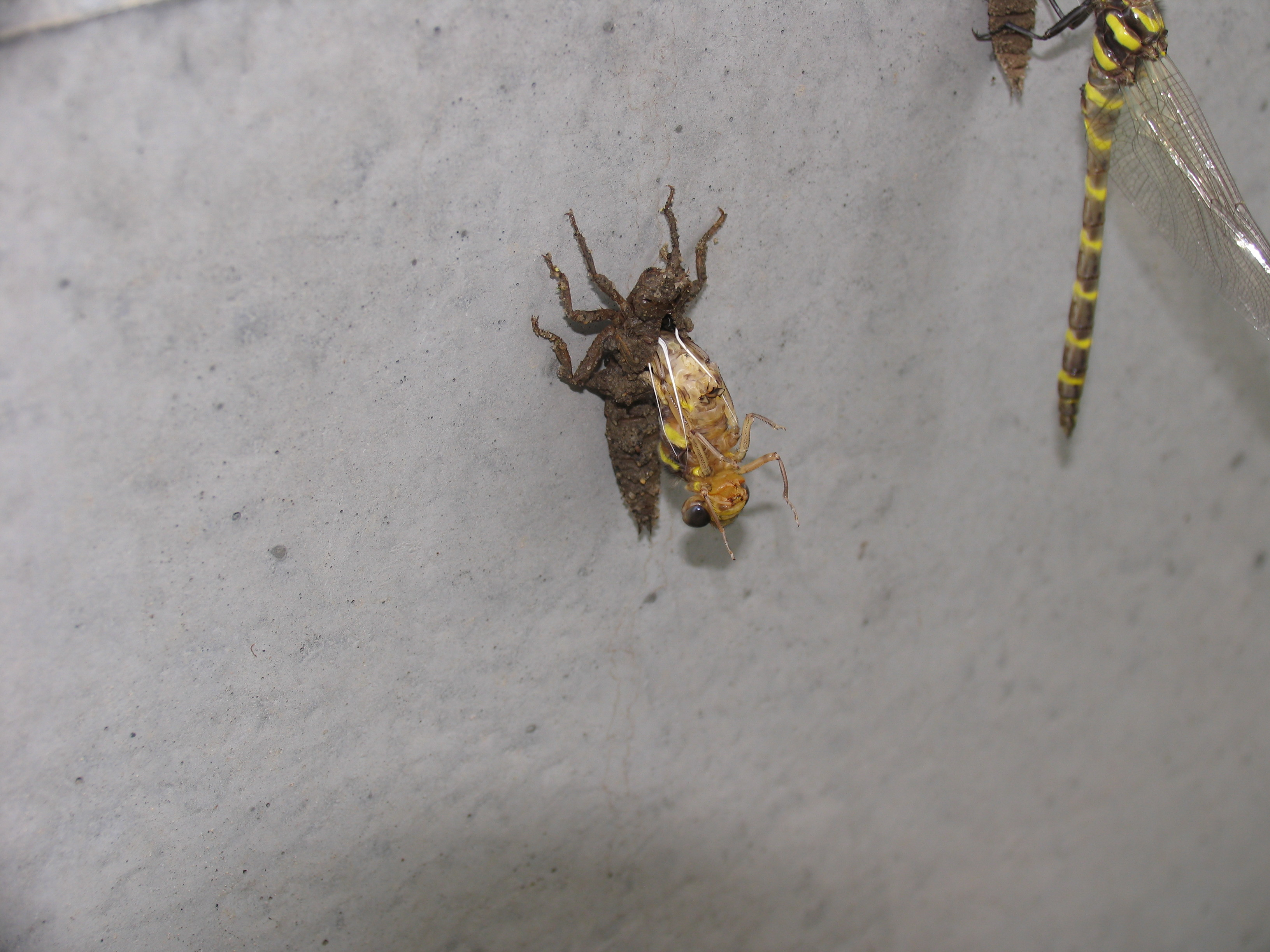
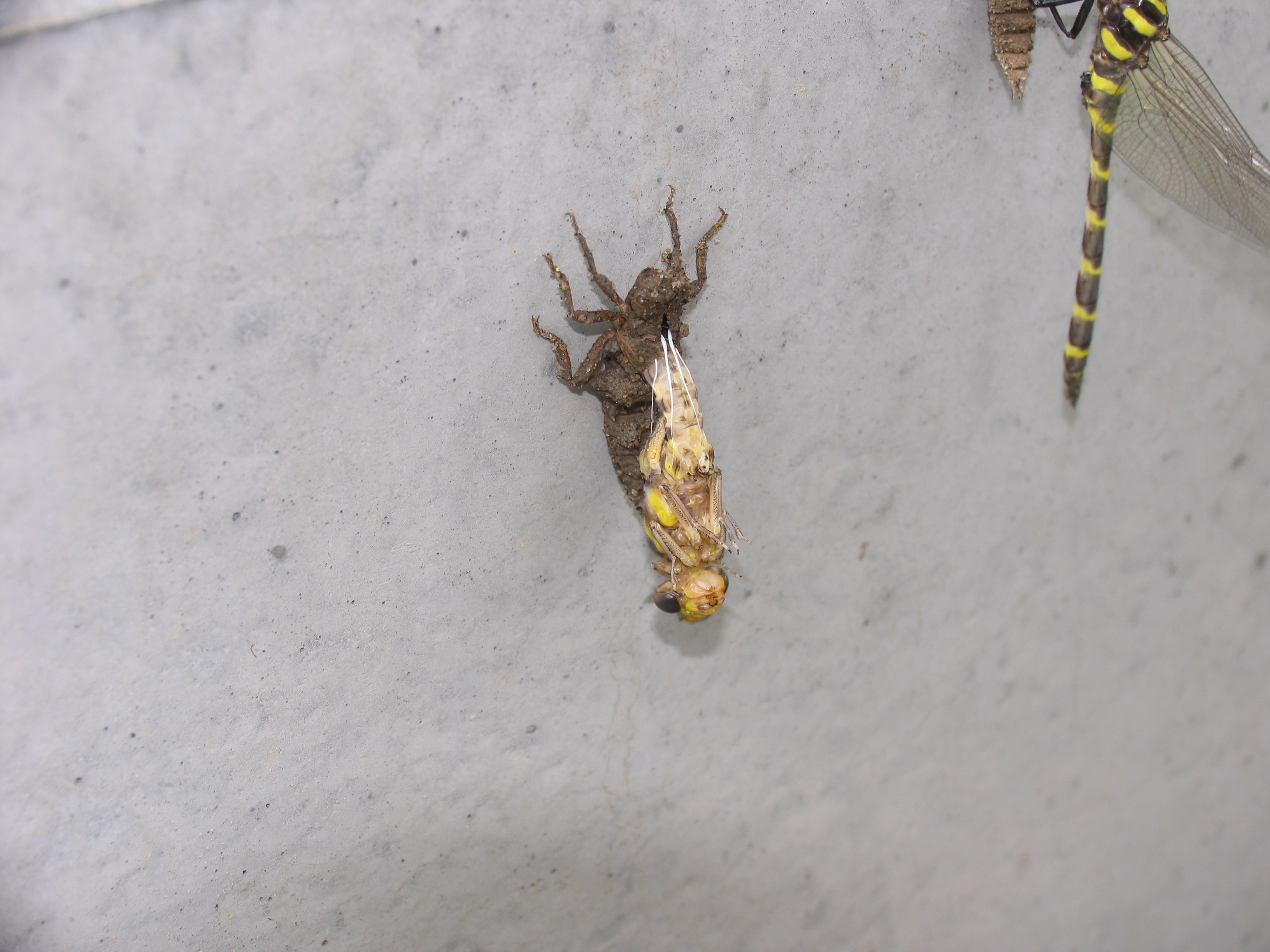
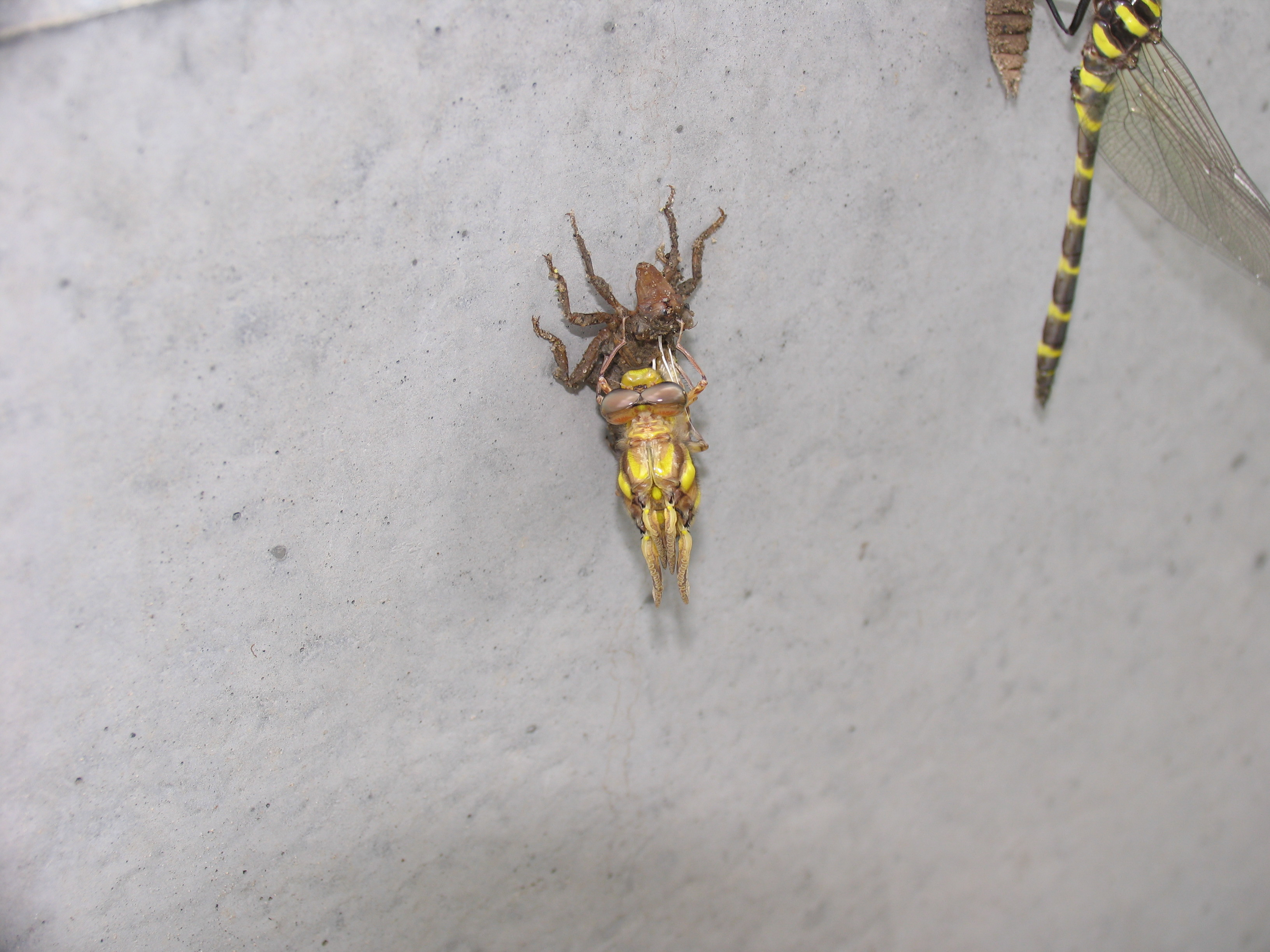
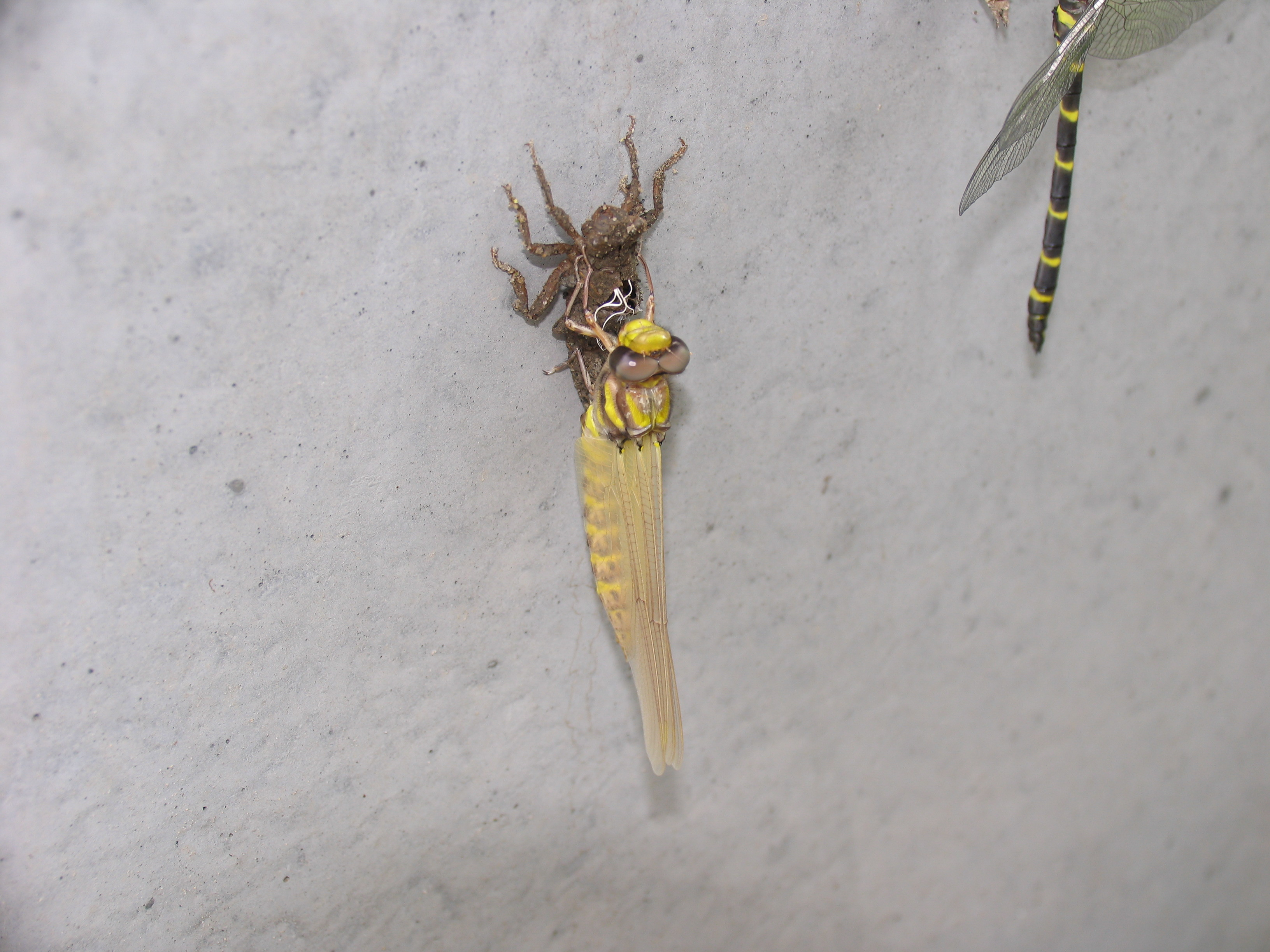
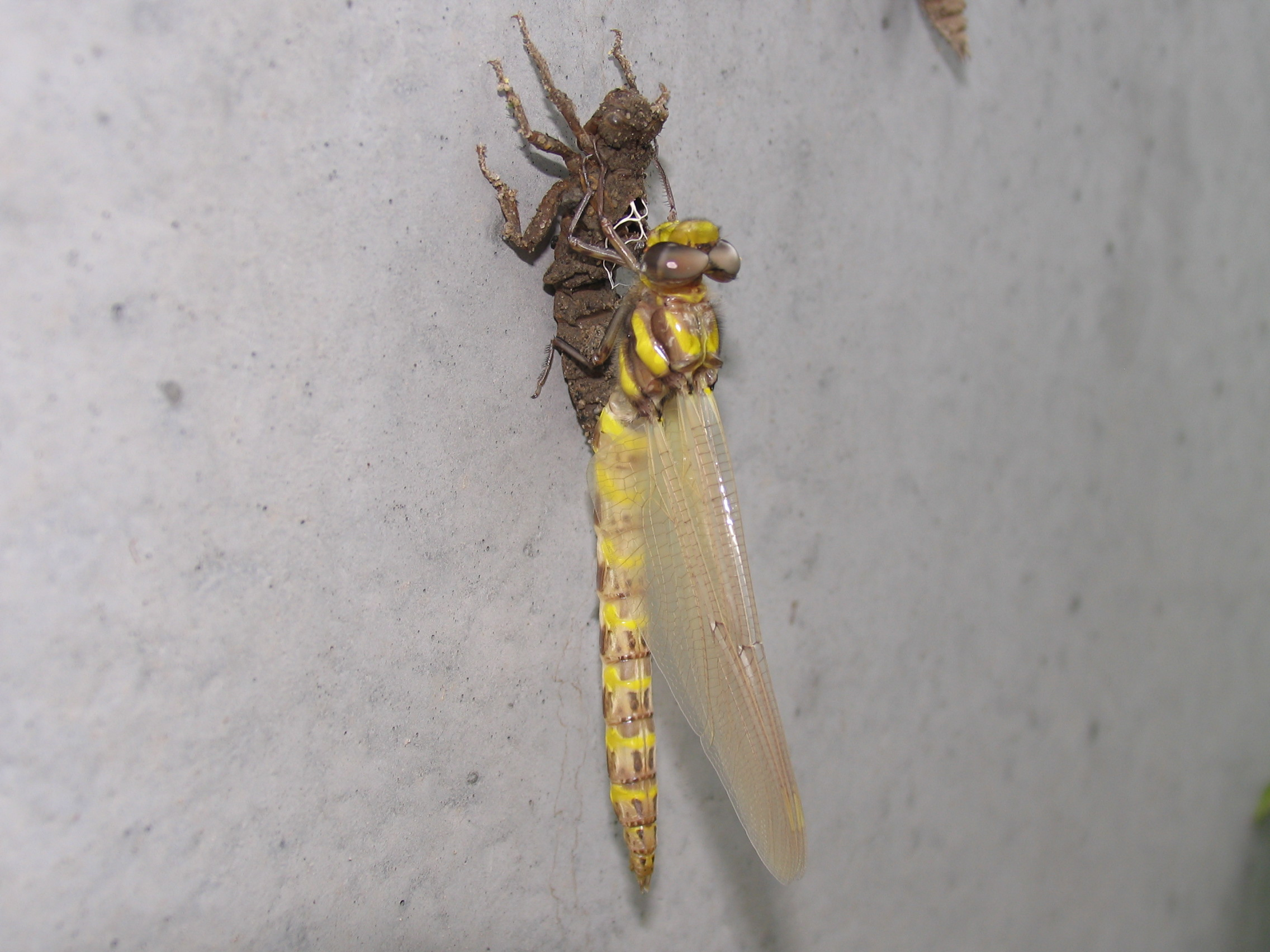

オニヤンマの羽化過程の写真。

## 近縁種
ヒロオビオニヤンマ Anotogaster klossi
八重山諸島産のオニヤンマはそれまで、八重山諸島個体群にされていたが、近年のDNA解析により、台湾、中国南部に分布するA. flaveolaと同種のシノニム（同物異名）であることがわかり、A. klossiには2012年に、腹部の発達した黄斑に由来する「ヒロオビオニヤンマ」という和名が与えられた。八重山諸島のものはオスは腹部の形が他の日本産のものと明らかに違い、メスは翅の付け根が顕著にオレンジ色を帯びるなど、共に一目でわかる違いがある。この種の分布域では、八重山諸島が北限となる。

## ミナミヤンマ科
ミナミヤンマ科 Chlorogomphidaeはオニヤンマ科に分類されていたが、オニヤンマとの形態の差やDNA分析の結果などから、独立したミナミヤンマ科に分けられるようになった。

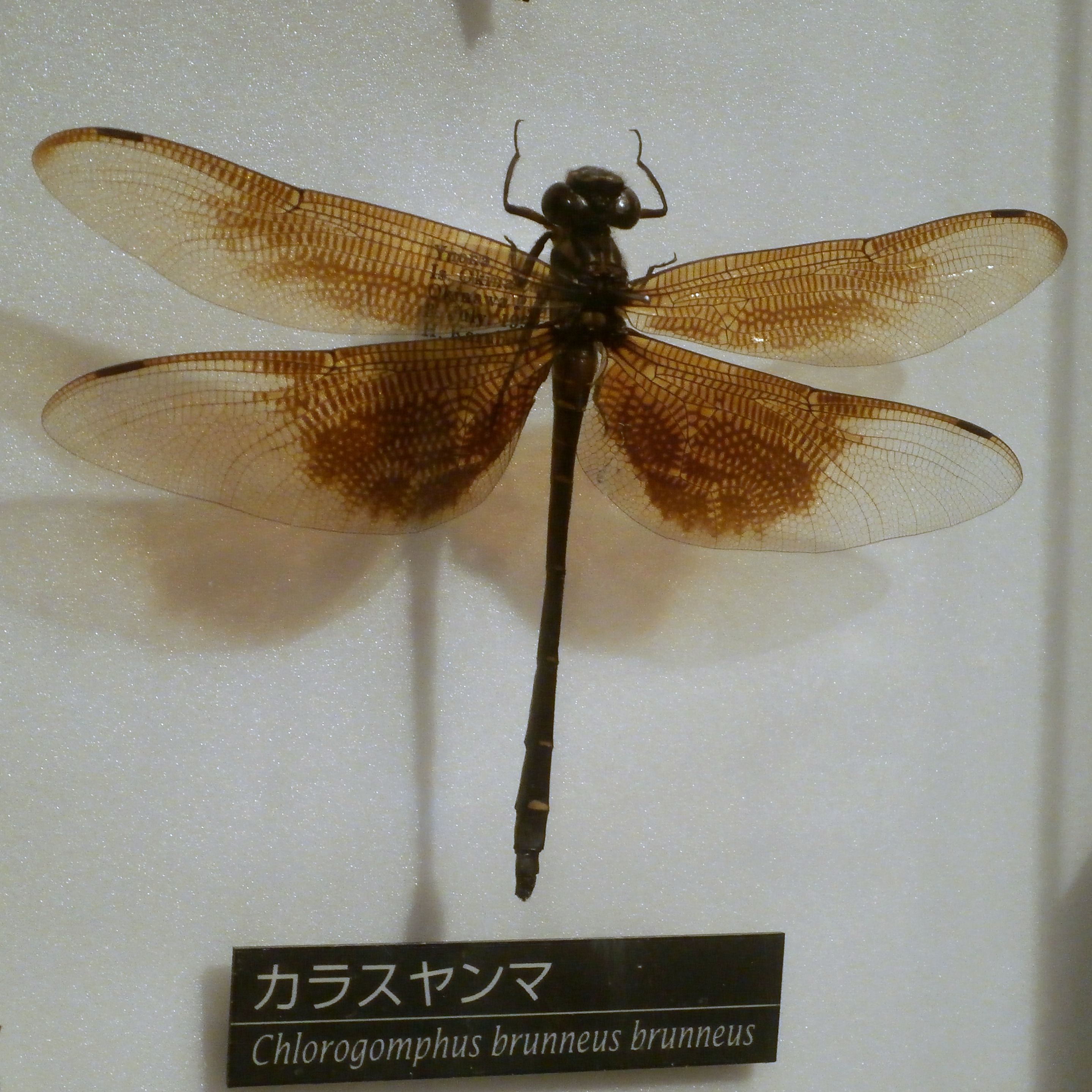
カラスヤンマ（Chlorogomphus brunneus brunneus）のメス。国立科学博物館の展示。

オニヤンマとの違いは、複眼が一対で接しているオニヤンマと違い、前述のコオニヤンマほどではないが、完全に離れている事が挙げられる。 
カラスヤンマ Chlorogomphus brunneus brunneus Oguma,1926
体長7.5 cmほど。オスの翅はほぼ透明だが、メスの翅は基部から3分の2くらいまで黒褐色になるものから、翅全体が黒褐色になるものまでみられる。「カラス」の名はこのメスの翅に因んだものである。沖縄本島のみに分布する。慶良間諸島（渡嘉敷島）には別亜種アサトカラスヤンマ C. b. keramensis Asahina,1972 が分布し、絶滅危惧Ⅱ種。
ミナミヤンマ C. b. costalis Asahina,1949
カラスヤンマの亜種。体長7.5 - 8.5 cm（一般に本土のものは大きく、南西諸島産は小さい）。オスの翅はほぼ透明で、メスの翅には前縁に黒褐色の縁取りがある。メスの翅の模様には著しい地域変異があり（一般に南へ行くほど黒褐色の縁取りが濃い）、メスを見れば採集地がほぼ分かるといわれるが、同じ生息域での個体変異も著しい。四国南部・九州南部から徳之島にかけて分布する。
オキナワミナミヤンマ C. okinawensis Ishida,1964
体長7.5 cmほど。オスの翅は透明で、メスの翅には前縁にごく薄い縁取りがある。オス・メス共に腹部の黄斑が顕著である。台湾にすむヒロバヤンマ C. brevistigma Oguma,1926 に近縁で、ヒロバヤンマの亜種とする見解もある。沖縄本島北部のごく限られた場所に分布する。絶滅危惧Ⅱ種
イリオモテミナミヤンマ C. iriomotensis Ishida,1972
体長8 cmほど。オスの翅はほぼ透明で、メスの翅には全体を取り囲むように縁取りがある。オス・メス共に腹部の黄斑が顕著である。台湾のタイワンミナミヤンマ C. risi Chen,1950 に近縁である。西表島のみに分布する。